# 알렉스 콘사니
알렉스 콘사니(Alex Consani, 2003년 7월 23일 ~ )는 미국의 모델, 인플루언서이며, 트랜스여성이다. 12살이던 2015년, 모델로 데뷔하면서 전 세계 최연소 트랜스젠더 모델이 되었다. 2024년 10월, 발렌티나 삼파이우와 함께 빅토리아 시크릿 패션 쇼 무대에 선 최초의 트랜스젠더 모델로 기록됐다. 두달 후 12월, 트랜스젠더 모델 최초로 더 패션 어워즈 올해의 모델로 선정됐다.